# Chico Fraga
Chico Fraga, właśc. Francisco Fraga da Silva (ur. 2 października 1954 w Porto Alegre) – piłkarz brazylijski, występujący na pozycji lewego obrońcy.

## Kariera klubowa
Zawodową karierę piłkarską Chico Fraga rozpoczął w klubie SC Internacional w 1975 roku. W Internacionalu 12 listopada 1975 w przegranym 0-1 meczu z Santa Cruz Recife Chico Fraga zadebiutował w lidze brazylijskiej. Z Internacionalem dwukrotnie zdobył mistrzostwo stanu Rio Grande do Sul – Campeonato Gaúcho w 1975 i 1976 oraz mistrzostwo Brazylii w 1975 i 1976 roku. W latach 1977–1978 był zawodnikiem Náutico Recife. W latach 1978–1979 był zawodnikiem São Paulo FC, z którego przeszedł do Fluminense FC. Z Fluminense zdobył mistrzostwo stanu Rio de Janeiro – Campeonato Carioca w 1980 roku.
W latach 1980–1982 był zawodnikiem Colorado Kurytyba, z którym zdobył mistrzostwo stanu Parana – Campeonato Paranaense w 1980 roku. W kolejnych latach występował w Joinville EC, ponownie Colorado Kurytyba, Brasil Pelotas, XV de Jaú i Sampaio Corrêa São Luís. W barwach Sampaio Corrêa Chico Fraga wystąpił ostatni raz w lidze brazylijskiej 3 lutego 1985 w zremisowanym 2-2 meczu z Sergipe Aracaju. Ogółem w latach 1975–1985 w I lidze wystąpił w 94 meczach, w których strzelił 8 bramek. Karierę zakończył w Guarani Venâncio Aires w 1988 roku.

## Kariera reprezentacyjna
Chico Fraga występował w olimpijskiej reprezentacji Brazylii. W 1975 roku zdobył z nią złoty medal Igrzysk Panamerykańskich. Na turnieju w Meksyku wystąpił w sześciu meczach z Salwadorem, Nikaraguą (bramka), Boliwią, Argentyną, Trynidadem i Tobago i Meksykiem.
W 1976 roku uczestniczył w Igrzyskach Olimpijskich w Montrealu. Na turnieju Chico Fraga wystąpił w czterech meczach reprezentacji Brazylii z NRD, Hiszpanią (bramka), Izraelem i Polską.